# Сершев
Сершев (пол. Sierszew) — село в Польщі, у гміні Жеркув Яроцинського повіту Великопольського воєводства.
Населення — 258 осіб (2011).

## Демографія
Демографічна структура станом на 31 березня 2011 року:
|          | Загалом | Допрацездатний вік | Працездатний вік | Постпрацездатний вік |
| -------- | ------- | ------------------ | ---------------- | -------------------- |
| Чоловіки | 121     | 20                 | 87               | 14                   |
| Жінки    | 137     | 31                 | 71               | 35                   |
| Разом    | 258     | 51                 | 158              | 49                   |